# ناتان روتنشترايش
ناتان روتنشترايش (بالعبرية: נתן רוטנשטרייך‏) (31 مارس 1914 - 11 أكتوبر 1993) بروفيسور إسرائيلي في الفلسفة.
في عام 1963 حصل روتنشترايش على جائزة إسرائيل في العلوم الإنسانية. 

## سيرة شخصية
ولد في سامبير في غاليسيا (التي كانت جزءا من الإمبراطورية النمساوية المجرية ثم صارت جزءا من بولندا، وتقع حاليا في أوكرانيا) . كان والده إفرايم فيشل روتنشترايش زعيمًا صهيونيًا وعضوًا في غرفتي البرلمان البولندي. وفي عام 1932 وفي سن الثامنة عشر، هاجر روتنشترايش إلى فلسطين تحت الانتداب البريطاني .
درس روتنشترايش الفلسفة في الجامعة العبرية في القدس وحصل على درجة الدكتوراه في عام 1938. التحق بالعمل مدرسا بالجامعة عام 1950 وعمل عميدًا لكلية العلوم الإنسانية (1958-1962) ورئيسًا للجامعة من 1965 إلى 1969. وكان عضوًا في الأكاديمية الإسرائيلية للعلوم والعلوم الإنسانية منذ عام 1959، وكان نائبا لرئيسها وقت وفاته. وقد ألف روتنشترايش 80 كتابًا وأكثر من 1000 ورقة بحثية بلغات مختلفة.
في عام 1973 عين أول رئيس للجنة التخطيط والميزانية لمجلس التعليم العالي في إسرائيل. وشارك بنشاط في الحياة العامة في إسرائيل، وكان عضوا في حزب "ماباي" اليميني المتطرف لفترة، وعبّر عن آرائه السياسية في العديد من المقالات المنشورة في الصحف الإسرائيلية. وانخرط روتنشرايش في هذه المقالات التي نشرها في الصحف الإسرائيلية في جدل مناقشات عامة مع ديفيد بن غوريون ومع زملائه الآخرين فيما يتعلق بآراء بن غوريون لدور الدولة اليهودية في التاريخ وأيضًا في أثناء قضية لافون .
توفي في القدس في شهر أكتوبر 1993. سميت باسمه ساحة في القدس وشارع في مدينة بئر السبع تكريما لذكراه. وتمنح لجنة التخطيط والميزانية التابعة لمجلس التعليم العالي منحا دراسية باسم «منح روتنشترايش» للدكتوراه للطلاب في العلوم الإنسانية كل عام.

## الجوائز والتكريم
- في عام 1963 حصل روتنشترايش على جائزة إسرائيل في العلوم الإنسانية. [2]
- في عام 1991 ، حصل (بالاشتراك مع مردخاي ألتشولر) على جائزة بياليك للفكر اليهودي. [3]

## الأعمال المنشورة
له العديد من الكتب منها:
- بين الماضي والحاضر: مقال عن التاريخ - نيو هافن: ييل ، 1958. وأعيد نشره في نيويورك: كينيكات ، 1973.
- الإنسانية في العصر المعاصر - لاهاي: موتون ، 1963.
- النمط المتكرر: دراسات في معاداة اليهودية في الفكر الحديث - لندن: دار نشر وايدفيلد ونيكولسن 1963.
- الروح والإنسان: مقال عن الوجود والقيمة - نشر في لاهاي: دار نشر نيجهوف ، 1963.
- المشاكل الأساسية لفلسفة ماركس - إنديانابوليس: بوبس ميريل ، 1965.
- الخبرة ودراسات تنظيمها في كتابات كانط - نشر في مدينة لاهاي: دار نشر نيجهوف ، 1965. enl. إد. 1972.
- في موضوع الإنسان: دراسات في ظاهرة الأخلاق والسياسة - نشر في مدينة سبرينغفيلد: من دار نشر توماس ، 1966.
- الفلسفة اليهودية في العصر الحديث: من مندلسون إلى روزنزويج - نشر في مدينة نيويورك: هولت ورينهارت ووينستون ، 1968. وأعيد نشره من مطبعة جامعة واين ستيت ، 1994.
- الفلسفة: المفهوم ومظاهره - دوردريخت: رايدل ، 1972.
- التقليد والواقع: تأثير التاريخ على الفكر اليهودي الحديث - نيويورك: دار نشر راندوم هاوس ، 1972.
- من المادة إلى الموضوع: دراسات في هيجل - لاهاي: دار نشر نيجهوف ، 1974.
- الفلسفة والتاريخ والسياسة: دراسات في فلسفة التاريخ الإنجليزية المعاصرة - نشر في لاهاي: دار نشر نيجهوف ، 1976.
- النظرية والتطبيق: مقال عن نوايا الإنسان - نشر في لاهاي: دار نشر نيجهوف ، 1977.
- الممارسة والإدراك: دراسات في فلسفة كانط الأخلاقية - لاهاي: دار نشر نيجهوف ، 1979.
- مقالات عن الصهيونية والوضع اليهودي المعاصر - مدينة نيويورك: نشرته مطبعة هرتسل ، 1980.
- الهولوكوست كتجربة تاريخية: مقالات ومناقشة - نشر في مدينة نيويورك: دار نشر هولمز وماير ، 1981.
- اليهود والفلسفة الألمانية -- نيويورك: شوكن ، 1984.
- التفكير والعمل -- دوردريخت: نيجهوف ، 1985.
- الوقت والمعنى في التاريخ -- دوردريخت: رايدل ، 1987.
- النظام والقوة -- ألباني: جامعة ولاية نيويورك ، 1988.
- الاغتراب: المفهوم واستقباله -- ليدن: بريل ، 1989.
- التوسط وحدوده: دراسة في فكر مارتن بوبر - خور: دار نشر هاروود ، 1991.